# Smarowanie hydrodynamiczne
Smarowanie hydrodynamiczne – jeden z mechanizmów smarowania. Występuje w sytuacji, gdy wytworzenie ciśnienia środka smarnego w celu unoszenia i rozdzielania trących po sobie ciał stałych (np. czop i panewka) następuje w wyniku ruchu względnego trących powierzchni oraz lepkości środka smarnego (ciśnienie hydrodynamiczne).
Wewnątrz środka smarnego prędkość warstwy jest proporcjonalna do jej odległości od powierzchni nieruchomej, a konkretnie, wartość prędkości zależy od prędkości ciała ruchomego. Smarowanie zapewnia rozdzielenie trących powierzchni dopiero po przekroczeniu pewnej prędkości granicznej, gdy ciśnienie hydrodynamiczne zrównoważy występujące siły obciążenia. Z tego względu czasami stosuje się smarowanie hybrydowe, które zapewnia rozdzielenie powierzchni również w czasie rozruchu urządzenia.